# ジアゾジニトロフェノール
| ジアゾジニトロフェノール        | ジアゾジニトロフェノール                    |
| ------------------------------- | ------------------------------------------- |
| DDNPの構造式 · DDNPの球棒モデル |                                             |
| IUPAC名                         | 6-Diazo-2,4-dinitrocyclohexa-2,4-dien-1-one |
| 分子式                          | C6H2N4O5                                    |
| 分子量                          | 210.10 g/mol                                |
| 形状                            | 黄色の針状または板状の結晶                  |
| 密度と相                        | 1.63 g/cm3, 固体                            |
| 融点                            | 169 ℃                                       |
| 発火点                          | 180 ℃                                       |
| 爆薬としての性質                |                                             |
| 爆速                            | 6900 m/s, 仮比重 1.58                       |
| 危険性                          |                                             |

ジアゾジニトロフェノール (diazodinitrophenol)、略称DDNPはジアゾ化合物に分類される化学物質である。爆薬である。一般的なこの名称に反し、実際にはベンゼン環やヒドロキシル基を持つフェノール類ではなく、シクロヘキサジエン誘導体である。
酢酸、アセトン、濃塩酸など多くの溶媒に溶けるが水には溶けず、常温であれば水中では起爆しない。主に雷管用起爆薬として使われて、他の起爆薬にたいして安全性が高く、威力も大きいので、多用される。発火点180℃。

## 歴史
- 1858年にペーター・グリースが最初に合成した
- 1922年に William M Dehn が起爆薬として使用し始めた
- 1928年ごろから工業的に使用されるようになった

## 製法
広義のフェノールの一種であるピクリン酸に苛性ソーダを加えてから硫化ナトリウムで還元するとピクラミン酸ナトリウムになる。これを塩酸酸性の水中で亜硝酸ナトリウムを加えるとジアゾ化してジアゾジニトロフェノールになる。これを濾過、水洗いして酸分を取り除いてから温風乾燥させる。さらに精製する場合には温めたアセトンに溶解してから冷水中に注入して再結晶する。結晶化した状態では仮比重が 0.27 しかないので、これを 240 Kgf/cm2 で圧搾して 0.86 にまで高める。

## 法規制

### 日本
消防法において、第5類危険物(自己反応性物質)であるジアゾ化合物に属する。